# Gaillac-d’Aveyron
Gaillac-d’Aveyron település Franciaországban, Aveyron megyében. Lakosainak száma 326 fő (2022. január 1.). Gaillac-d’Aveyron Ségur, Laissac-Sévérac-l'Église, Palmas-d'Aveyron, Sévérac-d'Aveyron, Vézins-de-Lévézou és Vimenet községekkel határos.

## Népesség
A település népessége az elmúlt években az alábbi módon változott:
| Lakosok száma | 467  | 379  | 342  | 281  | 314  | 301  | 307  | 318  | 318  | 326  |
|               | 1968 | 1982 | 1990 | 2006 | 2013 | 2015 | 2017 | 2019 | 2020 | 2022 |